# Borzicactus hutchisonii
Borzicactus hutchisonii es una especie de planta suculenta perteneciente al género Borzicactus, dentro de la familia Cactaceae. Es endémica de Perú.

## Descripción
Borzicactus hutchisonii es una especie de cactus que presenta tallos verticales o semipostrados de color verde medio brillante, más pálido hacia el ápice. Llega a medir hasta 1,2 m de largo, con una altura máxima de 80 cm y de 4,5 a 5,5 cm de diámetro.
Presenta de 7 a 8 costillas que se dividen en tubérculos hexagonales de hasta 2,5 cm de largo, de 1 a 1,8 cm de ancho y 6 mm de alto. Sobre ellos se asientan areolas ovaladas de color crema al principio, que luego se tornan de color gris pálido y que miden de 3 mm de ancho y 4 mm de largo. Están separadas unas de otras a un máximo de 2,5 cm y contienen de 2 a 4 espinas centrales que miden de 1,5 a 2,5 cm de largo, y de 10 a 12 espinas marginales que miden de 5 a 7 mm de largo. Son de color blanquecino y tienen las puntas marrones.
Las flores surgen lateralmente en las parte superior de los tallos, son tubulares y de color rosa-lila. Miden hasta 9 cm de largo y de 4 a 5 cm de diámetro cuando se abren. El tubo es rosado y aplanado, y mide de 8 a 12 mm de diámetro. Está cubierto de escamas puntiagudas de color blanco a verde pálido, con pelos rizados blancos o marrones. Las escamas y pelos son más densos en el pericarpio, que es de color verdoso. Los 50 o 60 estambres, que miden hasta unos 7 cm de largo, son blancos en la base y se tornan rosados debajo del anteras blanquecinas, las cuales contienen polen de color crema. El estilo es blanco en la base y se torna rosado debajo del estigma, mide 9 cm de largo y sobresale cada vez más de los estambres a medida que la flor avanza en edad.
Los frutos son de color blanco/limón y miden 2,5 cm de largo y 3,5 cm de diámetro. Presentan algunas escamas y, especialmente cerca de la parte superior, pelos castaños. Tienen una pulpa blanca interna repleta de semillas de color marrón oscuro.

## Distribución y hábitat
El área de distribución nativa de esta especie es Perú y crece principalmente en biomas desérticos o de matorrales secos, entre 1.550 y 2.050 m sobre el nivel del mar. Generalmente crece sobre rocas o en pendientes pronunciadas.

## Taxonomía
Borzicactus hutchisonii fue descrita por el botánico británico Graham J. Charles y publicada por primera vez en la revista científica Bradleya 28: 3 en 2010.
Etimología
- Borzicactus: nombre genérico formado a partir del prefijo borzi- (que hace referencia al botánico Antonino Borzì (1852-1921), director del jardín botánico de Palermo) y kaktos (que significa ‘cardo’ o ‘planta espinosa’), en alusión al cuerpo esférico y espinoso que presentan las especies de este género.[3]
- hutchisonii: epíteto específico otorgado en honor a Paul Hutchison (1924-1997), quien probablemente fue el primer explorador en informar de su existencia en su artículo sobre Browningia pilleifera (Hutchison,1968), tras su viaje al valle de Utcubamba en Perú (1964).[4]

## Usos
Se cultiva principalmente como planta ornamental y su propagación se realiza normalmente a través de esquejes o semillas.